# Cynthia Coull
Cynthia Coull (* 1965 in Greenfield Park, Québec) ist eine ehemalige kanadische Eiskunstläuferin, die im Einzellauf und Paarlauf startete.
Im Einzellauf war ihr größter Erfolg der kanadische Vizemeisterschaftstitel 1985 hinter Elizabeth Manley und der zehnte Platz im selben Jahr bei ihrer einzigen Weltmeisterschaft als Einzelläuferin.
Im Paarlauf trat sie mit Mark Rowsom an. Mit ihm wurde sie in den Jahren 1985 bis 1987 kanadische Meisterin im Paarlauf. Im Zeitraum von 1983 bis 1987 nahm das Paar an Weltmeisterschaften teil. Ihr größter Erfolg war der Gewinn der Bronzemedaille bei der Weltmeisterschaft 1986 in Genf hinter den sowjetischen Paaren Jekaterina Gordejewa und Sergei Grinkow sowie Jelena Walowa und Oleg Wassiljew.

## Ergebnisse

### Einzellauf
| Wettbewerb / Jahr          | 1983 | 1984 | 1985 | 1986 |
| -------------------------- | ---- | ---- | ---- | ---- |
| Weltmeisterschaften        |      |      | 10.  |      |
| Kanadische Meisterschaften | 3.   | 3.   | 2.   |      |

### Paarlauf
(mit Mark Rowsom)
| Wettbewerb / Jahr          | 1983 | 1984 | 1985 | 1986 | 1987 |
| -------------------------- | ---- | ---- | ---- | ---- | ---- |
| Weltmeisterschaften        | 9.   | 7.   | 7.   | 3.   | 6.   |
| Kanadische Meisterschaften | 2.   | 3.   | 1.   | 1.   | 1.   |

| Personendaten    | Personendaten               |
| ---------------- | --------------------------- |
| NAME             | Coull, Cynthia              |
| KURZBESCHREIBUNG | kanadische Eiskunstläuferin |
| GEBURTSDATUM     | 1965                        |
| GEBURTSORT       | Greenfield Park, Québec     |